# Julius Boecker
Julius Boecker (* 27. März 1872 in Erxleben; † 25. Januar 1951 in Merseburg) war ein deutscher Verwaltungsjurist.

## Leben
Boecker studierte ab 1892 an der Julius-Maximilians-Universität Rechtswissenschaft und wurde Mitglied des Corps Makaria Würzburg. Als Inaktiver wechselte er an die Friedrichs-Universität Halle, später an die  Friedrich-Wilhelms-Universität Berlin. Dort wurde er 1894 ausgezeichneter Senior des Corps Palaio-Silesia. Das von ihm 1895 niedergelegte Band erhielt er 1896 zurück. Er war Referendar in Nordhausen und Gerichtsassessor in Duisburg. Seit 1908  promovierter Staatsanwalt in Dortmund, wurde er 1910  Kommunalbeamter in  Königsberg i. Pr. Im  Ersten Weltkrieg diente er als  Hauptmann der  Landwehr und Adjutant beim  I. Armee-Korps in Königsberg. Er wurde mit dem  Eisernen Kreuz 2. Kl. ausgezeichnet. In der Weimarer Republik berief ihn die Albertus-Universität Königsberg 1922 als Honorarprofessor für Arbeitsrecht. Zuletzt war er Regierungsdirektor in Merseburg. Dort engagierte er sich für das  befreundete Verhältnis von Makaria und Budissa Leipzig. Budissa verlieh ihm 1929 die Corpsschleife und später das Band. Im Sommer 1937 trat er in den Ruhestand.

## Werke
- Kritische Beiträge zum Rechte der Invaliden-Versicherung. Die Stellung des Versicherungsamts im Renten-Vorbereitungs-Verfahren. Die Begutachtung der Invalidität. Königsberg i. Pr. 1915